# Fleur jaune Oxalide
 (février 2021).
La mise en forme du texte ne suit pas les recommandations de Wikipédia : il faut le « wikifier ».
Les points d'amélioration suivants sont les cas les plus fréquents. Le détail des points à revoir est peut-être précisé sur la page de discussion.
- Les titres sont pré-formatés par le logiciel. Ils ne sont ni en capitales, ni en gras.
- Le texte ne doit pas être écrit en capitales (les noms de famille non plus), ni en gras, ni en italique, ni en « petit »…
- Le gras n'est utilisé que pour surligner le titre de l'article dans l'introduction, une seule fois.
- L'italique est rarement utilisé : mots en langue étrangère, titres d'œuvres, noms de bateaux, etc.
- Les citations ne sont pas en italique mais en corps de texte normal. Elles sont entourées par des guillemets français : « et ».
- Les listes à puces sont à éviter, des paragraphes rédigés étant largement préférés. Les tableaux sont à réserver à la présentation de données structurées (résultats, etc.).
- Les appels de note de bas de page (petits chiffres en exposant, introduits par l'outil «  Source ») sont à placer entre la fin de phrase et le point final[comme ça].
- Les liens internes (vers d'autres articles de Wikipédia) sont à choisir avec parcimonie. Créez des liens vers des articles approfondissant le sujet. Les termes génériques sans rapport avec le sujet sont à éviter, ainsi que les répétitions de liens vers un même terme.
- Les liens externes sont à placer uniquement dans une section « Liens externes », à la fin de l'article. Ces liens sont à choisir avec parcimonie suivant les règles définies. Si un lien sert de source à l'article, son insertion dans le texte est à faire par les notes de bas de page.
- La présentation des références doit suivre les conventions bibliographiques. Il est recommandé d'utiliser les modèles {{Ouvrage}}, {{Chapitre}}, {{Article}}, {{Lien web}} et/ou {{Bibliographie}}. Le mode d'édition visuel peut mettre en forme automatiquement les références.
- Insérer une infobox (cadre d'informations à droite) n'est pas obligatoire pour parachever la mise en page.

Pour une aide détaillée, merci de consulter Aide:Wikification.
Si vous pensez que ces points ont été résolus, vous pouvez retirer ce bandeau et améliorer la mise en forme d'un autre article.
 (février 2021).
Si vous disposez d'ouvrages ou d'articles de référence ou si vous connaissez des sites web de qualité traitant du thème abordé ici, merci de compléter l'article en donnant les références utiles à sa vérifiabilité et en les liant à la section « Notes et références ».
Oxalide des Bermudes

Fleur jaune connue sous le nom de (Oxalide des Bermudes, Oxalis penchée ou Pied-de-chèvre). Possédant un gout agréablement acide et une saveur résultant de la forte concentration d'acide oxalique, la consommer modérément ne fait de mal ni aux humains ni aux animaux.

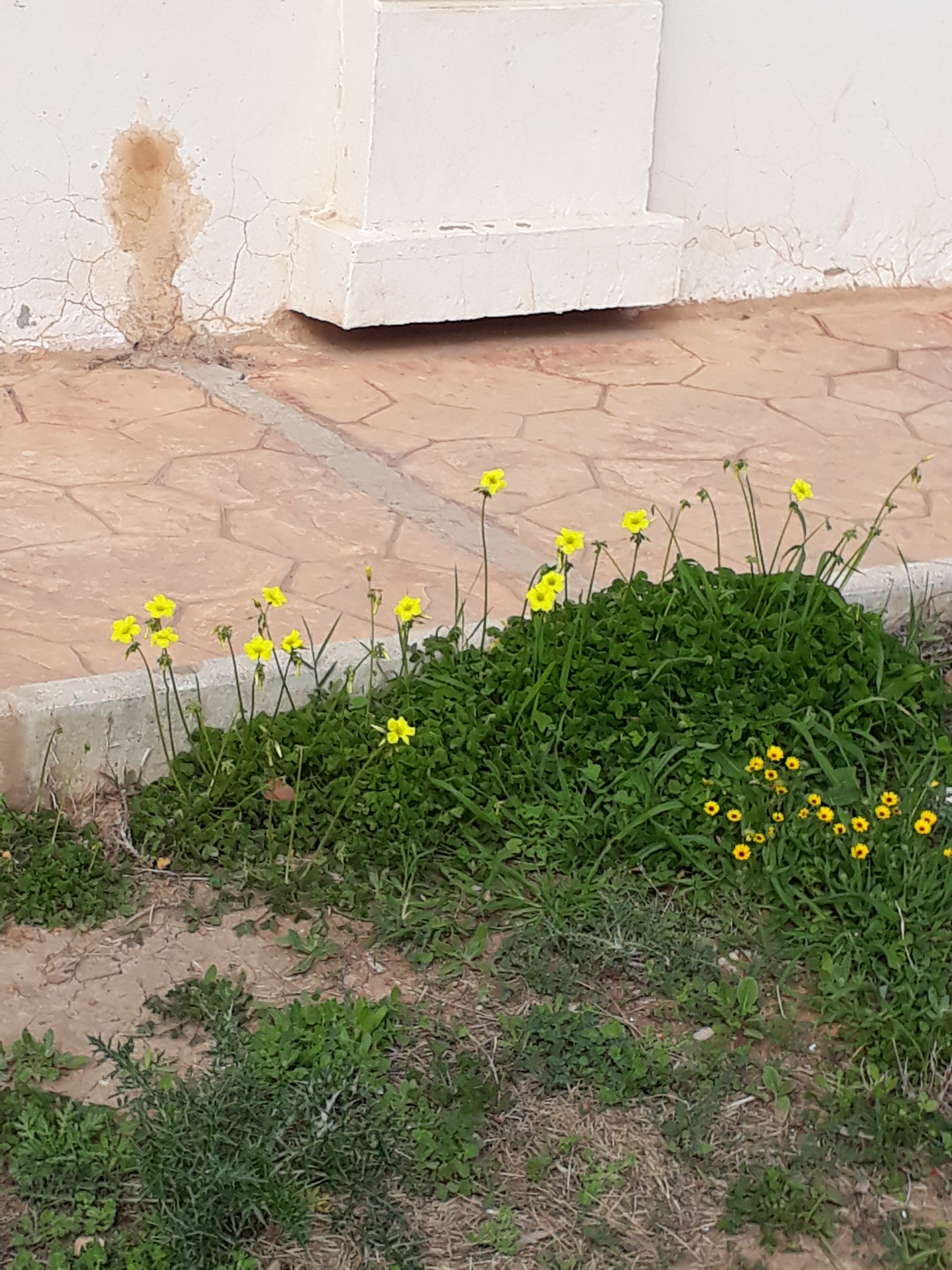
Fleur jaune

## Origine
Apparue en grande portion en Afrique du Sud, elle est maintenant dispersé partout dans le monde.

## Description

### Forme
Oxalis des Bermudes pousse au ras du sol et a des feuilles qui ressemble à des trèfles. Les fleurs se compose de cinq pétales jaunes, qui se regroupent aux extrémités des tiges.

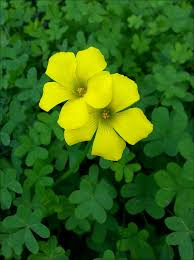
homayda en jargot algerien

### Toxicité

#### Chez l'homme
Consommer modérément ne fait pas de mal, mais le manger même réduit de façon chronique; rend l'absorption du calcium par le corps réduite conduisant a la malnutrition (même cuite). Les personnes atteintes de Rhumatisme,  Arthrite, de goutte peuvent aggraver leur état en la consommant.  

#### Chez l'animal
Comme pour l’être humain, la consommer en petite quantité ne provoquera pas de réaction. Mais la manger en grande quantité pourrait provoquer de la salivation, des tremblements et des crampes pour les chiens et chats, et pourrait donner lieu à des coliques et à une insuffisance rénal pour les chevaux.

### Statut d'envahissement
L'Oxalide des Bermudes est une mauvaise herbe, très envahissante et nuisible. Le meilleur moyen de s'en débarrasser est de l'arracher à la main (gantée) au début de l'automne ou au début du printemps et de nettoyer son milieu pour éviter qu'elle repousse.